# Qatar Ladies Open 2004
Qatar Ladies Open 2004 (відомий як Qatar Total Open 2004 за назвою спонсора), — жіночий тенісний турнір, що проходив на відкритих кортах з твердим покриттям Khalifa International Tennis Complex у Досі (Катар). Це був 4-й за ліком Qatar Ladies Open. Належав до турнірів 2-ї категорії в рамках Туру WTA 2004. Тривав з 1 до 7 березня 2004 року. Третя сіяна Анастасія Мискіна здобула титул в одиночному розряді.

## Очки і призові

### Нарахування очок
| Дисципліна1      | П   | Ф   | ПФ | ЧФ | 1/8 | 1/16 | Q     | Q3   | Q2  | Q1  |
| Одиночний розряд | 195 | 137 | 88 | 49 | 25  | 1    | 11.75 | 6.75 | 4   | 1   |
| Парний розряд    | 195 | 137 | 88 | 49 | 1   | Н/Д  | 11.75 | Н/Д  | Н/Д | Н/Д |

## Фінальна частина

### Одиночний розряд
Анастасія Мискіна —  Світлана Кузнецова, 4–6, 6–4, 6–4

### Парний розряд
Світлана Кузнецова /  Олена Лиховцева —  Жанетта Гусарова /  Кончіта Мартінес, 7–6(7–4), 6–2